# Brunssum
Brunssum (limburguès Broensem) és un municipi de la província de Limburg, al sud-est dels Països Baixos. L'1 de gener del 2009 tenia 29.494 habitants repartits sobre una superfície de 17,29 km² (dels quals 0,13 km² corresponen a aigua).

## Centres de població
- Rumpen,
- Treebeek
- De Kling

## Administració
El consistori municipal consta de 21 membres, format des del 2006 per:
- PvdA, 6 regidors
- Progressief Akkoord Brunssum, 3 regidors
- VVD, 3 regidors
- Lijst Borger, 3 regidors
- CDA, 2 regidors
- BCD, 2 regidors
- Lijst Huisman-Peeters, 1 regidor
- BBB (Brunssum)/Lijst Palmen, 1 regidor